# Нуньес, Лайс
Лайс Нуньес де Оливейра (порт. Lais Nunes de Oliveira; род. 3 ноября 1992, Гояс) — бразильская спортсменка (вольная борьба), участник Олимпийских игр 2016 года и Олимпийских игр 2020 года, победитель Панамериканского чемпионата и чемпионата Южной Америки.

## Карьера
На Олимпиаде 2016 года в Рио-де-Жанейро, проиграла в первой схватке турчанке Хафизе Шахин и заняла итоговое 15 место. В марте 2020 года на Панамериканском отборочном турнир в Оттаве завоевала лицензию на Олимпийские игры 2020 года в Токио. На Олимпиаде 2020 года провела одну схватку, в которой уступила представительнице Болгарии Тайбе Юсеин.

## Достижения
- Панамериканский чемпионат по борьбе среди кадетов 2009 — ;
- Панамериканский чемпионат по борьбе среди юниоров 2010 — ;
- Панамериканский чемпионат по борьбе среди юниоров 2011 — ;
- Чемпионат Южной Америки по борьбе 2011 — ;
- Панамериканский чемпионат по борьбе 2012 — ;
- Панамериканский чемпионат по борьбе среди юниоров 2012 — ;
- Панамериканский чемпионат по борьбе 2013 — ;
- Панамериканский чемпионат по борьбе 2016 — ;
- Олимпийские игры 2016 — 15;
- Чемпионат Южной Америки по борьбе 2017 — ;
- Панамериканский чемпионат по борьбе 2018 — ;
- Панамериканский чемпионат по борьбе 2019 — ;
- Панамериканские игры 2019 — ;
- Летние Всемирные военные игры 2019 — ;
- Панамериканский чемпионат по борьбе 2020 — ;
- Панамериканский чемпионат по борьбе 2021 — ;
- Олимпийские игры 2020 — 14;
- Панамериканский чемпионат по борьбе 2022 — ;
- Панамериканский чемпионат по борьбе 2023 — ;
- Панамериканский чемпионат по борьбе 2024 — ;